# غران بريمو دي لوغانو 2021
غران بريمو دي لوغانو 2021 هو سباق دراجات هوائية من فئة سباق يوم واحد، وهو الموسم رقم 74 من غران بريمو دي لوغانو، وأقيم في 27 يونيو 2021، وامتدّ لمسافة 186.8 كيلومتر، وهو أحد سباقات طواف أوروبا للدراجات 2021.
فاز بالمركز الأول جياني موسكون، وبالمركز الثاني فاليريو كونتي، وبالمركز الثالث بن هيرمانز.

## الفرق
| فرق عالمية (5)- Team BikeExchange - Ineos Grenadiers - Israel Start-Up Nation - Qhubeka NextHash - UAE Team Emirates فرق برو (7)- 2021 أندروني جوكاتولي-سيدرمك ‏ - Arkéa-Samsic - Bardiani CSF Faizanè - فريق إيولو كوميت لركوب الدراجات 2021 ‏ - غازبروم روسفيلو 2021 ‏ - نوفو نورديسك 2021 ‏ - 2021 ويلير تريستينا-سيل إيطاليا ‏ فرق قارية (6)- أموري وفيتا - برودير 2021 ‏ - بلترامي تي إس أيه–تري كولي 2021 ‏ - Sias–Rime ‏ - نيبو-بروفانس-بتس كونتي 2021 ‏ - سويس ريسينغ أكادمي 2021 ‏ - فورارلبرغ 2021 ‏ |  |
| |  |

## التصنيف العام النهائي
| التصنيف العام         | التصنيف العام    | التصنيف العام | التصنيف العام           | التصنيف العام |
| العداء                | العداء           | البلد         | الفريق                  | الوقت         |
| --------------------- | ---------------- | ------------- | ----------------------- | ------------- |
| 1                     | جياني موسكون     | إيطاليا       | Ineos Grenadiers        |               |
| 2                     | فاليريو كونتي    | إيطاليا       | فريق الإمارات           |               |
| 3                     | بن هيرمانز       | بلجيكا        | Israel Start-Up Nation  |               |
| 4                     | Simon Pellaud ‏   | سويسرا        | أندروني جوكاتولي-سيدرمك |               |
| 5                     | دييغو يليسي      | إيطاليا       | فريق الإمارات           |               |
| 6                     | بيترو فيلاسكو    | إيطاليا       | Gazprom-RusVelo         |               |
| 7                     | ديون سميث        | نيوزيلندا     | Team BikeExchange       |               |
| 8                     | Davide Orrico ‏   | إيطاليا       | Vini Zabù               |               |
| 9                     | ماركو تيزا       | إيطاليا       | Amore & Vita            |               |
| 10                    | Markus Wildauer ‏ | النمسا        | Team Vorarlberg         |               |
| مصدر: ProCyclingStats |                  |               |                         |               |

## وصلات خارجية
- الموقع الرسمي
- لمحة عن سباق غران بريمو دي لوغانو 2021 على موقع  ProCyclingStats   (برو  سايكلنج  ستاتس) - إحصاءات  محترفي  الدراجات.
- غران بريمو دي لوغانو 2021 على موقع إحصائيات الدراجات الإحترافية (الإنجليزية)